# Происхождение хангыля

Хунмин Чоным, объяснение и наставление по использованию хангыля, в котором китайские иероглифы были снабжены «фуриганой» хангылем. В случае, если слог открытый, в конце него ставится знак иын (ㅇ); эта особенность присутствует только в данном тексте

Хангы́ль — система письма, изобретённая в Корее для записи корейского языка в XV веке под руководством Седжона Великого. Хангыль был создан как для дополнения, так и для замены китайских иероглифов (в Корее носят название ханча). В начале хангыль был «простонародным» письмом, но после получения Кореей независимости от Японии в середине XX века хангыль стал основной системой записи слов корейского языка.
В хангыле слова пишутся поблочно, блоки морфо-слоговые, составляются из букв. Хангыль создавался для передачи как корейских, так и китайских слов, хотя буквы для записи исключительно китайских звуков устарели и были удалены из алфавита. Слог должен состоять хотя бы из одной согласной и хотя бы из одной гласной буквы. Для корейского языка XV века блок хангыля соответствовал слогу, но для XX века это уже неверно. В 1948 году в Северной Корее были предложены новые шесть букв, которые сделали бы хангыль полностью морфемным, но реформа не прижилась.

## История
Хангыль распространялся чосонским ваном Седжоном, создавшим придворную академию Чипхёнджон (кор. 집현전), которая, в частности, разработала эту письменность. В конце 1443 или начале 1444 хангыль был закончен, в свет вышел документ «Хунмин Чоным» (кор. 훈민정음«Правильные звуки для обучения людей»). Седжон говорил, что к изобретению хангыля его подтолкнуло то, что иду, корейский камбун, плохо отвечал нуждам корейской фонетики, и был столь сложен, что только знать-янбаны могли его изучить. Абсолютное большинство корейцев было неграмотным. Хангыль же, напротив, был так лёгок, что «мудрому мужу хватит одной ночи для ознакомления с хангылем, глупец выучит его за десять дней».
Все инициали китайского языка, кроме исчезнувших палатализованных взрывных, могли быть написаны хангылем:
|                 |                           | Простые           | Придыхательные      | Звонкие           | Сонорные                  | «Чистые»        | «Грязные»       |
| --------------- | ------------------------- | ----------------- | ------------------- | ----------------- | ------------------------- | --------------- | --------------- |
| Губные          | Губно-губные              | 幫 *[p] ㅂ        | 滂 *[pʰ] ㅍ         | 並 *[b̥] ㅃ        | 明 *[m] ㅁ                |                 |                 |
| Губные          | Губно-зубные              | 非 *[f] ㅸ        | (敷 *[fʰ] ㆄ)       | (奉 *[v̥] ㅹ)      | 微 *[w̃] ㅱ                |                 |                 |
| Корональные     | Альвеолярные взрывные     | 端 *[t] ㄷ        | 透 *[tʰ] ㅌ         | 定 *[d̥] ㄸ        | 泥 *[n] ㄴ                |                 |                 |
| Корональные     | Палатальные               | 知 *[tʲ] –        | 徹 *[tʲʰ] –         | 澄 *[d̥ʲ] –        | 娘 *[nʲ] –                |                 |                 |
| Сибилянты       | Альвеолярные              | 精 *[ts] ㅈ (ᅎ)  | 清 *[tsʰ] ㅊ (ᅔ)   | 從 *[d̥z̥] ㅉ (ᅏ)  |                           | 心 *[s] ㅅ (ᄼ) | 邪 *[z̥] ㅆ (ᄽ) |
| Сибилянты       | Палатальные/ретрофлексные | 照 *[tɕ, tʂ] (ᅐ) | 穿 *[tɕʰ, tʂʰ] (ᅕ) | 牀 *[d̥ʑ̊, d̥ʐ̊] (ᅑ) |                           | 審 *[ɕ, ʂ] (ᄾ) | 禪 *[ʑ̊, ʐ̊] (ᄿ) |
| Велярные        | Велярные                  | 見 *[k] ㄱ        | 谿 *[kʰ] ㅋ         | 羣 *[ɡ̊] ㄲ        | 疑 *[ŋ] ㆁ                |                 |                 |
| Гортанные       | Гортанные                 | 影 *[ʔ] ㆆ        |                     |                   | 喻 *(нулевая инициаль) ㅇ | 曉 *[x] ㅎ      | 匣 *[ɣ̊] ㆅ      |
| Полукорональные | Полукорональные           |                   |                     |                   | 來 *[l] ㄹ                |                 |                 |
| Полусибилянты   | Полусибилянты             |                   |                     |                   | 日 *[ȷ̃] ㅿ                |                 |                 |

Во второй половине XV века хангыль использовали в основном женщины и малообразованные. Конфуцианские мыслители жёстко критиковали хангыль: Чхве Малли, в частности, считал, что ханча — единственная легитимная письменность для корейского. Чосонский ван Ёнсан-гун (кор. 연산군) запретил хангыль после того, как простые корейцы стали писать хангылем листовки против него. Чосонский ван Чунджон распустил министерство хангыля. Возрождение произошло лишь в XX столетии.

## Отражение положения речевого аппарата согласными буквами

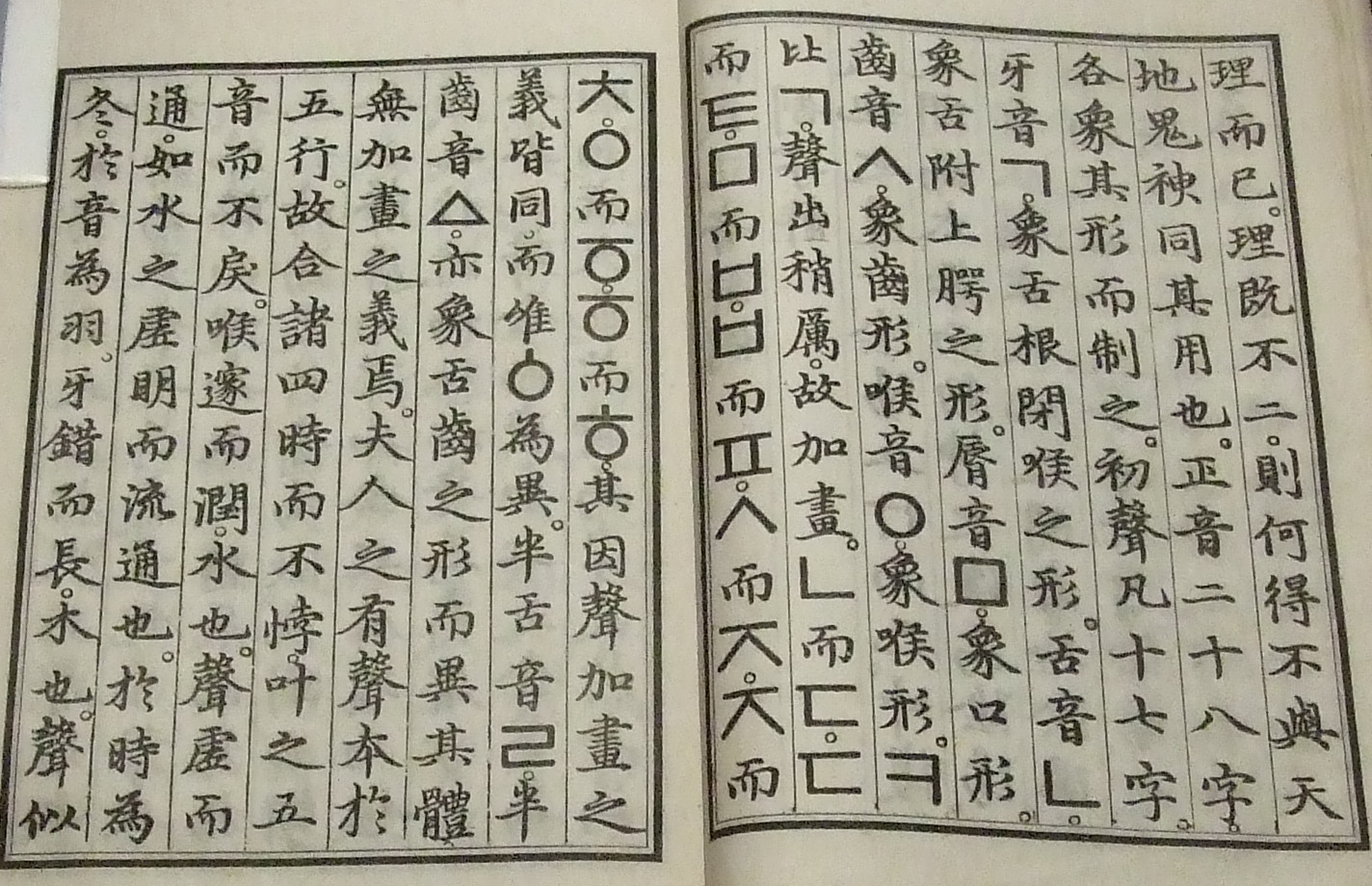
«Хунмин Чоным Хэре». Страница, объясняющая форму основных букв хангыля. Обратите внимание, что форма букв очень геометрична, на неё ещё не повлияла каллиграфия

В «Хунмин Чоным» форма согласных букв объясняется по месту артикуляции, а гласных — по конфуцианскому принципу инь и ян, гармонии гласных.
Вслед за индийской традицией согласные хангыля классифицированы по тому, где в речевом аппарате происходит их образование. Хангыль идёт дальше: форма букв иллюстрирует положение речевых органов. Все согласные похожей артикуляции основаны на одной базовой форме. К примеру, буква велярного (牙音 «зубного звука») ㄱ [k] показывает язык, прижатый к нёбу. Буква для придыхательного ㅋ [kʰ] основана на предыдущей, с добавлением палочки, которая означает придыхание. Китайский звонкий ㄲ [ɡ] создан удвоением ㄱ. Дублированные буквы использовались только для китайского, так как в корейском во время изобретения хангыля ещё не было эмфатических согласных. В двадцатом веке эти знаки были переосмыслены и использованы для корейских эмфатических согласных.
| Класс артикуляции            | Невзрывные | Взрывные | Придыхательные взрывные | «Грязные» | Пояснение, согласно «Хунмин чоным»         |
| ---------------------------- | ---------- | -------- | ----------------------- | --------- | ------------------------------------------ |
| 牙音 «молярные звуки»        | (ㆁ)       | ㄱ       | ㅋ                      | ㄲ        | 舌根閉喉 корень языка закрывает горло      |
| 舌音 «языковые звуки»        | ㄴ         | ㄷ       | ㅌ                      | ㄸ        | 舌附上腭 край языка касается твёрдого нёба |
| 脣音 «губные звуки»          | ㅁ         | ㅂ       | ㅍ                      | ㅃ        | 口形 губы                                  |
| 齒音 «звуки передних резцов» | ㅅ         | ㅈ       | ㅊ                      | ㅉ, ㅆ    | 齒形 край резцов                           |
| 喉音 «горловые звуки»        | ㅇ         | ㆆ       | ㅎ                      | ᅇ, ㆅ    | 喉形 край горла                            |
| 輕脣音 «лёгкие губные звуки» | ㅱ         | ㅸ       | ㆄ                      | ㅹ        | (губные звуки с кружком)                   |

Буквы для переднеязычных согласных (в корейской традиции — «зубных звуков», 舌音) изображают прижатый к нёбу язык; буквы для губных (脣音) изображают форму губ; буквы для сибилянтов (齒音 «резцовых звуков») изображают зубы; буквы для горловых согласных, включая нулевую инициаль, изображают открытую гортань и рот. Губно-зубные согласные (輕脣音 «лёгкие губные звуки») изображены буквами, которые созданы из букв для губных. Все непридыхательные взрывные, кроме губных, начинаются с вертикальной палочки, и её нет ни у одного невзрывного согласного. Придыхательные согласные имеют две палочки. В хангыле имеется несколько букв, не вписывающихся в общие принципы, например, альвеолярный удар ㄹ [l~ɾ], графема которого объясняется как «изменённая форма языка», а также велярный носовой ㆁ [ŋ]. Нерегулярность губных согласных никак не объясняется в «Хунмин Чоным», но некоторые исследователи, например, Ледьярд, считают их наследниками монгольского квадратного алфавита китайской династии Юань.

## Теория Ледьярда

Монгольские буквы ꡂ /[k]/, ꡊ /[t]/, ꡎ /[p]/, ꡛ /[s]/, ꡙ /[l]/ и их предполагаемые потомки: ㄱ /[k]/, ㄷ /[t]/, ㅂ /[p]/, ㅈ /[ts]/, ㄹ /[l]/.
В нижнем ряду расположены буквы, созданные для китайского: ꡯ w, ꡤ v, ꡰ f, созданные из буквы ꡜ /[h]/ и монгольской графемы ꡧ /[w]/, и аналогичные конструкции в хангыле: ㅱ w/m, ㅸ v, ㆄ f, также созданные для китайских звуков, варианты буквы /[p]/

Хотя «Хунмин Чоным» и объясняет дизайн согласных в терминах артикуляционной фонетики, там указано, что Седжон адаптировал некий стиль «гу-чжуань-цзы», 古篆字. Этот стиль долгое время оставался загадкой для учёных. Главное значение иероглифа 古 (gǔ, гу) — «старый», поэтому 古篆字 гу чжуаньцзы читали как «старый стиль каллиграфии чжуаньшу». Это вызывало вопросы о том, какое чжуаньшу имеет отношение к хангылю, если они имеют совершенно разные функции. Но Гэри Ледьярд, заслуженный профессор корейской истории в Колумбийском университете, заметил, что иероглиф 古 gǔ также используется для фонетической передачи слова «монгол»: 蒙古 мэнгу. Источники времён Седжона используют эту особенность для составления каламбуров: «никто не старше (古), чем монголы (蒙古)». Ледьярд считает, что «гу-чжуаньцзы» — это 蒙古篆字 мэнгу чжуаньцзы, монгольское квадратное письмо. В корейской придворной библиотеке было несколько манускриптов, написанных квадратным письмом. Тема монгольского завоевания Китая, случившегося за 75 лет до изобретения хангыля, была болезненной, а корейцы и китайцы считали монголов варварами, с которыми нельзя жить в цивилизованном обществе.
Ледьярд утверждает, что пять основных согласных букв были переделанными знаками квадратного письма: ㄱ [k], ㄷ [t], ㅂ [p], ㅈ [ts] и ㄹ [l]. Эти согласные считаются базовыми в китайской фонетике, а более простые графически буквы ㄱ [k], ㄴ [n], ㅁ [m] и ㅅ [s] взяты за основу в «Хунмин Чоным». Шестая буква, ㅇ, была изобретена Седжоном. Остальные буквы являются производными от первых шести, как и описано в «Хунмин Чоным».
Пять заимствованных букв были упрощены, хотя у них остались контуры букв квадратного письма. К примеру, квадрат в букве ꡂ г утрачен в хангыле ㄱ [k]. Кроме изображения артикуляции, такая форма проще для создания стечения согласных, она позволила создать букву для придыхательного ㅋ [kʰ].
Для того чтобы сохранить китайскую структуру слога, разделение на инициаль и финаль, Седжону и его учёным нужно было создать символ для обозначения слога с нулевой инициалью (то есть начинающегося с гласной). Седжон выбрал знак ㅇ, от которого произведён символ для гортанной смычки ㆆ [ʔ]: к нулевой инициали добавлена вертикальная линия, аналогично другим взрывным согласным. В монгольском письме обе эти инициали записывались диграфами, начинающимися с буквы «й»: ꡭꡝ и ꡗꡖ. Ледьярд объясняет происхождение буквы ㆁ [ŋ] отлично от «Хунмин Чоным»: он предполагает, что знак произведён от ㄱ и нулевой инициали, ㅇ. Хангыль был создан не только для записи корейского языка, но и для точного воспроизведения китайского. Многие китайские слова, начинавшиеся с [ŋ], ко времени Седжона претерпели фонетические изменения, утеряв этот звук. В заимствованиях в корейском начальный [ŋ] тоже исчез, оставшись только в конце слога. Предполагаемая форма велярного носового согласного — ⃓, полученная из ㄱ удалением горизонтальной линии, имела сходство с гласной буквой ㅣ [i]. Седжон добавил вертикальную линию к ㅇ и создал ㆁ. Из-за того, что ㅇ и ㆁ никогда не встречаются на одном и том же месте в словах, различие между символами было утеряно; в XX веке нулевая инициаль записывается тем же знаком ㅇ, что и [ŋ].
Ледьярд также замечает, что, за исключением двух букв, все знаки хангыля имеют простые геометрические формы. В «Хунмин Чоным», то есть до того, как каллиграфические стили сделали буквы асимметричными, все буквы, кроме ㄷ [t] и ㅂ [p] были составлены из прямых линий. «Т» и «п» обладали «язычком», как знак квадратного письма ꡊ д и буква тибетского алфавита ད д.
| Хангыль         | Кв. монг.     | Тибетские | Финикийские | Греческие | Латинские   |
| --------------- | ------------- | --------- | ----------- | --------- | ----------- |
| ㅂ              | ꡎ             | བ         | 𐤁           | Β         | B           |
| ㄱ              | ꡂ             | ག         | 𐤂           | Γ         | C, G        |
| ㄷ              | ꡊ             | ད         | 𐤃           | Δ         | D           |
| ㄹ              | ꡙ             | ལ         | 𐤋           | Λ         | L           |
| ㅈ              | ꡛ             | ས         | 𐤑           | Ϻ         | —           |
| ㅇ в ㅱ и т. д. | ꡧ в ꡤ и т. д. | ུ          | 𐤅 ?         | Ϝ, Υ      | F, Y, U/V/W |

Если теория Ледьярда верна, то хангыль принадлежит к семейству письменностей, берущих начало от финикийского алфавита через арамейский, индийское письмо и тибетский алфавит. Однако Ледьярд уточняет в своей диссертации:

Я много места уделил дискуссии о роли монгольского письма в происхождении корейского алфавита, но любому читателю должно быть понятно, что в общем эта роль была весьма ограничена. (…) Ничто не тревожило бы меня более после публикации этой работы, чем увидеть в работе или в письменной фразе утверждение вроде «согласно последним данным, корейский алфавит произошёл от монгольского квадратного письма (…)»
Оригинальный текст (англ.)I have devoted much space and discussion to the role of the Mongol 'phags-pa alphabet in the origin of the Korean alphabet, but it should be clear to any reader that in the total picture, that role was quite limited. [...] Nothing would disturb me more, after this study is published, than to discover in a work on the history of writing a statement like the following: "According to recent investigations, the Korean alphabet was derived from the Mongol 'phags-pa script [...]"— The Korean language reform of 1446 : the origin, background, and Early History of the Korean Alphabet, Gari Keith Ledyard. University of Califorina, 1966:367–368

## Дизайн букв
|                | 陰 инь | 陽 ян | 乎 сомнительные |
| -------------- | ------ | ----- | --------------- |
| нейотированные | ㅡ eu  | ㆍ ə  | ㅣ i            |
| йотированные   | ㅓ eo  | ㅏ a  |                 |
| йотированные   | ㅜ u   | ㅗ o  |                 |

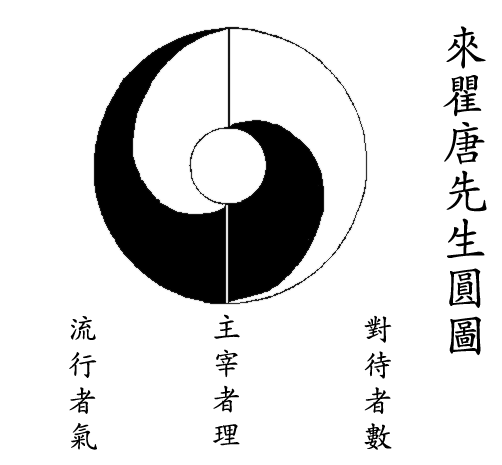
Направления «инь» («тёмное», левое, нижнее) используется для букв ㅡ ы, ㅜ у, ㅓ о; а направление ян («светлое», правое, верхнее) — для ㆍ ə, ㅗ о и ㅏ а.

Буквы для основных гласных были придуманы Седжоном. При создании букв он ориентировался на йотирование и гармонию гласных. В его время в корейском гармония гласных была гораздо более распространена. Гармония гласных затрагивала морфологию, для описания явления использовались термины китайской натурфилософии инь и ян: если корень слова содержит гласные «ян» (то есть заднего ряда), то суффиксы также должны содержать гласные «ян», справедливо и обратное. Семь гласных звуков корейского языка распределялись на две группы по три в каждой, седьмой звук ㅣ и, выпадал из системы и считался нейтральным, он мог соединяться как с гласными «инь», так и с гласными «ян». Буквы для «иньских» гласных, ㅡ ы, ㅜ у, ㅓ о; точки (сегодня — короткие линии, в изначальном замысле это были точки) размещаются в «иньских» направлениях: вниз и влево. «Янские» гласные — ㆍ шва, ㅗ о, ㅏ а, указывали вверх и вправо.
Среди семи гласных три не могут быть йотированы, они пишутся одним росчерком: ㅡ ы, ㆍ шва, ㅣ и (буква для «шва» больше не используется). «Хунмин Чоным» утверждает, что они отражают конфуцианский принцип 三才 саньцай, «триединства» янского неба 天, изображаемого точкой (ㆍ); иньской земли 地, горизонтальной линии, (ㅡ); и человека 人, вертикальной линии (ㅣ), которая находится между первыми двумя. Буквы, которые могут йотироваться, изображаются с точкой у линии: ㅓ о, ㅏ а, ㅜ у, ㅗ о. Йотирование указывается дублированием точки: ㅕ ё, ㅑ я, ㅠ ю, ㅛ ё.
|                    | переднеязычные | центральные | заднеязычные |
| ------------------ | -------------- | ----------- | ------------ |
| не йотированные    | ㅣ i           | ㆍ ə        | ㅡ eu        |
| йотированные       | ㅓ eo          |             | ㅜ u         |
| слабо йотированные | ㅏ a           |             | ㅗ o         |

Возможно, при создании букв учитывалась огубленность: буква «ы» (ㅡ) — основа огубленных гласных ㅜ у и ㅗ о, а вертикальная «и» (ㅣ) — основа неогубленных гласных ㅓ о и ㅏ а. Горизонтальные буквы ㅡㅜㅗ ы, у, о принадлежат гласным заднего ряда, *[ɯ], *[u], *[o], но неизвестно, были ли «и, о, а» (ㅣㅓㅏ) гласными переднего ряда в XV веке. Некоторые лингвисты реконструируют их как *[i], *[ɤ], *[e], а исчезнувшую шва — как *[a]; другие — как *[i], *[e], *[a], ㆍ = *[ə].

## Диакритические знаки для указания музыкального ударения
В корейском языке имеется музыкальное ударение, разновидность тона. В хангыле имелись два диакритических знака для обозначения тона: одна точка для высокого тона (성〮) и две для обозначения долгих гласных (성〯). Хотя долгота и высота всё ещё присутствуют в корейском, диакритические знаки для их обозначения не используются.